# Sommermoschee

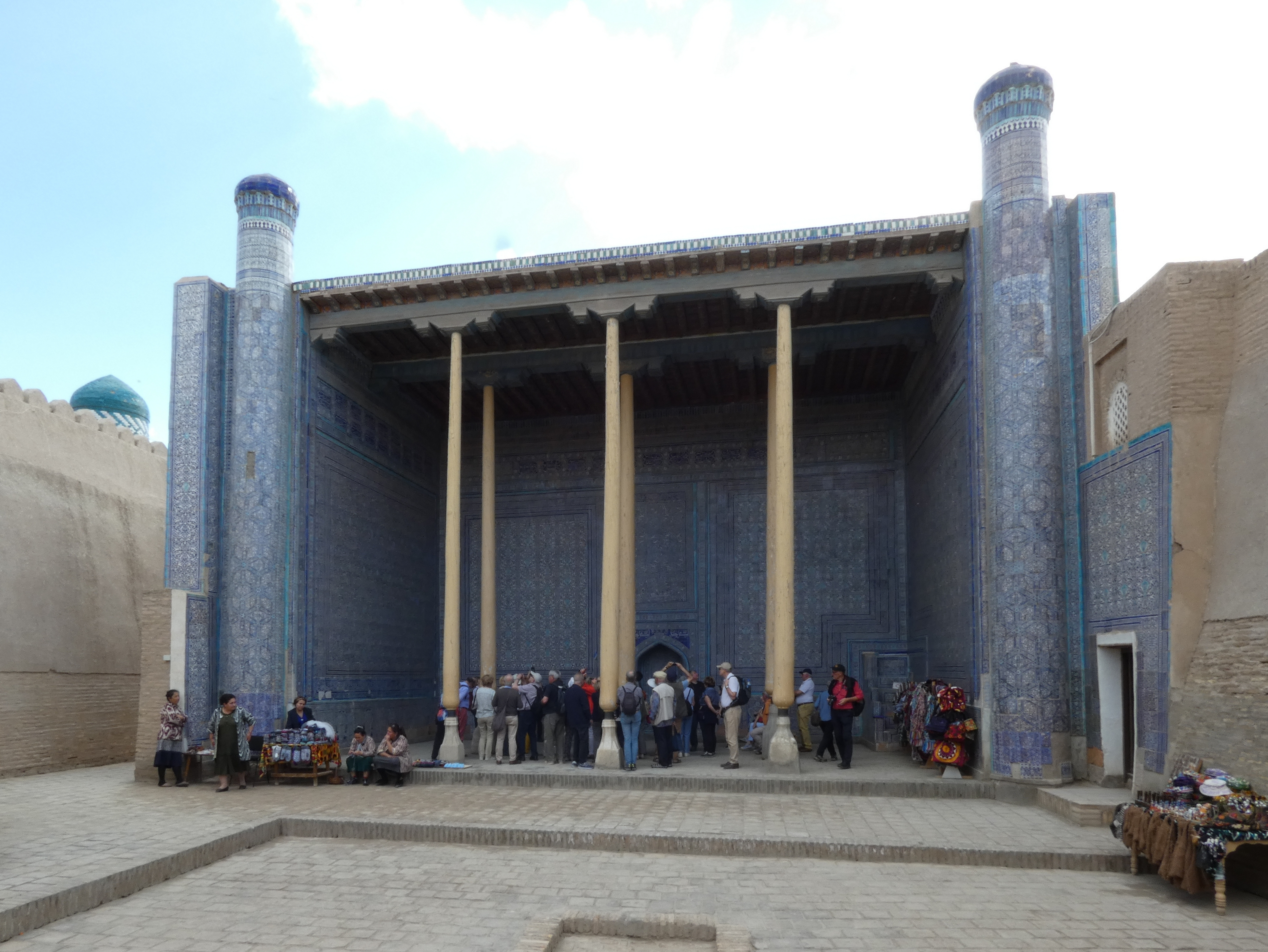
Die Sommermoschee der Moschee des Khans in Konya Ark in Chiwa

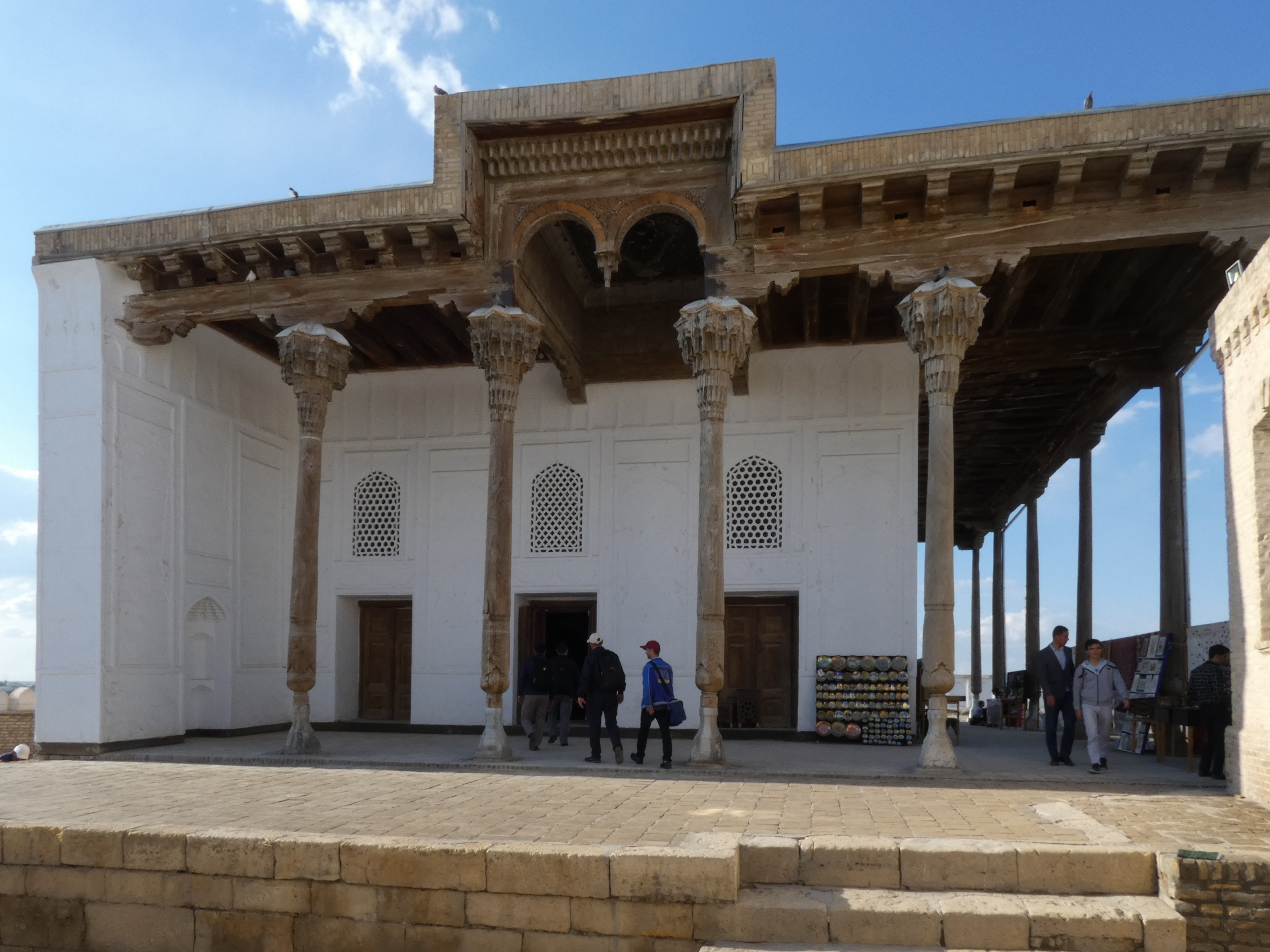
Sommermoschee der Dschuma-Moschee im Ark in Buchara; links erkennbar die Mihrābnische

Eine Sommermoschee ist eine Moschee beziehungsweise ein Bereich einer Moschee, die oder der speziell in den warmen Sommermonaten genutzt wird beziehungsweise wurde.

## Beschreibung
Sommermoscheen finden sich beispielsweise in der usbekischen Architektur. Auffällige Besonderheiten dieser sind, dass sie sich durch mindestens zu einer Seite offene Gebetsräume, meist unter Iwanen, auszeichnen. Beispiele für Sommermoscheen finden sich in verschiedenen historischen Bauwerken der zum UNESCO-Welterbe zählenden Altstadt Bucharas und Chiwas Ichan Qalʼа. So gibt es Sommermoscheen in der Moschee des Khans in der Zitadelle Konya Ark, in der Gedenkstätte Pahlawan Mahmud und in der Ak-Moschee in Chiwa oder auch in der Dschuma-Moschee der Zitadelle Ark in Buchara. Als Gegenstück verfügen Einrichtungen mit einer Sommermoschee häufig auch über geschlossene Räume, welche in kalten Jahreszeiten genutzt und dann Wintermoscheen genannt werden.